# Nikki Hahn

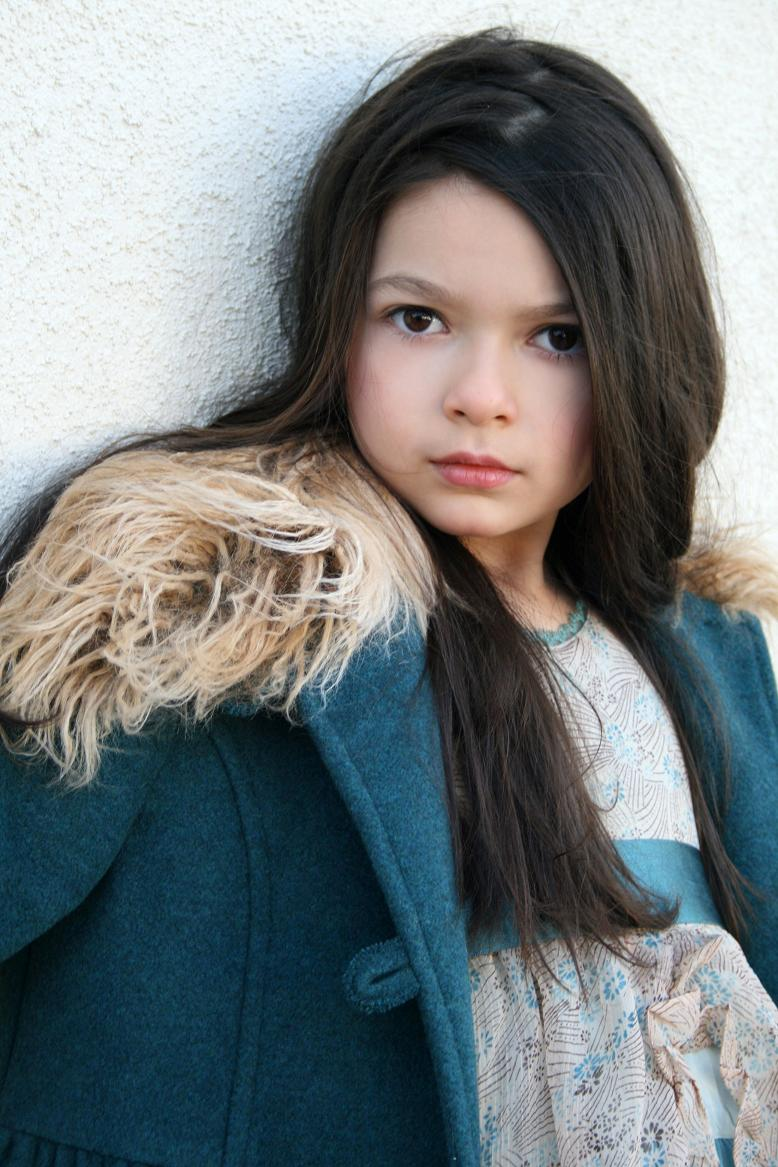
Nikki Hahn (2011)

Nikki Hahn (* 13. November 2002 in San Antonio, Texas; eigentlich Sofia Nicole Hahn) ist eine US-amerikanische Schauspielerin, die hauptsächlich durch verschiedene Gastrollen in US-Serien bekannt ist.

## Karriere
Bereits im Alter von drei Jahren, nach ihrem Umzug von San Antonio nach Oceanside, Kalifornien, begann Hahn ihre Karriere, indem sie in Werbekampagnen, unter anderem für American Girl und Little Marc Jacobs, zu sehen war.
Seit 2009 erhielt sie Gastrollen in zahlreichen Serien und Filmen. 2011 und 2012 wurde sie für jeweils für eine ihrer Gastrollen für den Young Artist Award nominiert. 2016 spielte sie als Emily Cooper neben Sabrina Carpenter und Sofia Carson eine größere Rolle in dem Disney Channel Original Movie Die Nacht der verrückten Abenteuer.

## Filmografie
- 2009: CSI: Miami (Fernsehserie, Episode 7x23)
- 2009: Navy CIS: L.A. (Fernsehserie, Episode 1x10)
- 2010: iCarly (Fernsehserie, Episode 3x14)
- 2010: The Closer (Fernsehserie, Episode 6x03)
- 2010: Criminal Minds (Fernsehserie, Episode 6x11)
- 2011: Jimmy Kimmel Live! (Fernsehserie, 4 Episoden)
- 2011: Wilfred (Fernsehserie, Episode 1x04)
- 2011: We Have Your Husband
- 2012: Jessie (Fernsehserie, Episode 1x18)
- 2012: Childrens Hospital (Fernsehserie, Episode 4x06)
- 2012: Matchmaker Santa
- 2013: Suche Mitbewohner, biete Familie (Second Chances, Fernsehfilm)
- 2013: Die Rückkehr der Zauberer vom Waverly Place (The Wizards Return: Alex vs. Alex, Fernsehfilm)
- 2013: Pretty Little Liars (Fernsehserie, Episode 4x01)
- 2013: The Secret Lives of Dorks
- 2013: Comedy Bang! Bang! (Fernsehserie, Episode 2x13)
- 2013: Hart of Dixie (Fernsehserie, Episode 3x08)
- 2013: Fish Friend (Kurzfilm)
- 2014: The Fosters (Fernsehserie, Episode 1x15)
- 2014: The Hero Pose (Kurzfilm)
- 2014: The Night Shift (Fernsehserie, Episode 1x03)
- 2014: Riding 79
- 2015: Venom Therapy (Kurzfilm)
- 2016: Die Nacht der verrückten Abenteuer (Adventures in Babysitting, Fernsehfilm)
- 2017: Die kleine Meerjungfrau – Freunde fürs Leben (Scales: Mermaids Are Real)
- 2017–2019: American Housewife (Fernsehserie, 8 Episoden)
- 2021: Magnum P.I. (Fernsehserie, Episode 4x04)
- 2024: Hysteria! (Fernsehserie, 8 Folgen)